# San-Gavino-di-Carbini
San-Gavino-di-Carbini (Corsicaans: San Gavinu di Carbini; Italiaans: San Gavino di Carbini) is een gemeente in het Franse departement Corse-du-Sud (regio Corsica). De gemeente telde 1.162 inwoners op 1 januari 2022.

## Geografie
De oppervlakte van San-Gavino-di-Carbini bedroeg op 1 januari 2022 47,88 vierkante kilometer; de bevolkingsdichtheid was toen 24,3 inwoners per km².
De onderstaande kaart toont de ligging van San-Gavino-di-Carbini met de belangrijkste infrastructuur en aangrenzende gemeenten.

## Demografie
Onderstaande figuur toont het verloop van het inwonertal.
Vanwege een beveiligingsprobleem met de MediaWiki Graph-software is het momenteel niet mogelijk deze grafiek weer te geven. Zodra de software is bijgewerkt zal de grafiek vanzelf weer zichtbaar worden.